# Eugène Provost
Pour les articles homonymes, voir Provost.
Eugène-François-Charles Provost est un acteur français né le 16 novembre 1836 à Paris et mort à Paris 10e le 29 décembre 1885.

## Éléments biographiques
Eugène Provost est le fils de Jean-Baptiste Provost, acteur, professeur au Conservatoire et sociétaire à la Comédie-Française.
Il est inhumé au cimetière du Père-Lachaise (4e division).

## Théâtre

### Carrière à la Comédie-Française
Entrée  en 1859
Nommé 289e sociétaire en 1865
Départ en 1869
(source : Base documentaire La Grange sur le site de la Comédie-Française)
- 1859 : George Dandin de Molière : Lubin
- 1859 : Le Mariage de Figaro de Beaumarchais : Grippesoleil
- 1859 : Tartuffe de Molière : M. Loyal
- 1859 : Les Plaideurs de Jean Racine : Petit-Jean
- 1860 : Dom Juan ou le Festin de pierre de Molière : Pierrot
- 1861 : Les Plaideurs de Jean Racine : L'Intimé
- 1861 : Le Barbier de Séville de Beaumarchais : L'Éveillé
- 1864 : La Comtesse d'Escarbagnas de Molière : Criquet
- 1864 : Le Barbier de Séville de Beaumarchais : Figaro
- 1864 : Le Misanthrope de Molière : Dubois